# Lancer du javelot masculin aux Jeux olympiques d'été de 1960
Navigation
Melbourne 1956 Tokyo 1964
L'épreuve du lancer du javelot masculin aux Jeux olympiques de 1960 s'est déroulée les 7 et 8 septembre 1960 au Stade olympique de Rome, en Italie.  Elle est remportée par le Soviétique Viktor Tsybulenko.

## Résultats

### Finale
| Rang               | Athlète                | Pays                       | Essais | Essais | Essais | Essais | Essais | Essais | Marque |
| Rang               | Athlète                | Pays                       | 1      | 2      | 3      | 4      | 5      | 6      | Marque |
| ------------------ | ---------------------- | -------------------------- | ------ | ------ | ------ | ------ | ------ | ------ | ------ |
| Médaille d'or      | Viktor Tsybulenko      | Union soviétique           | 84.64  | 76.59  | 76.46  | x      | 67.73  | x      | 84.64  |
| Médaille d'argent  | Walter Krüger          | Équipe unifiée d’Allemagne | 79.36  | 66.51  | 71.29  | 75.23  | 72.62  | x      | 79.36  |
| Médaille de bronze | Gergely Kulcsár        | Hongrie                    | 78.57  | 77.60  | 68.56  | 73.20  | x      | x      | 78.57  |
| 4                  | Väinö Kuisma           | Finlande                   | 78.40  | 74.04  | 74.45  | 67.75  | 76.38  | 74.69  | 78.40  |
| 5                  | Willy Rasmussen        | Norvège                    | x      | 67.62  | 78.36  | x      | x      | 69.55  | 78.36  |
| 6                  | Knut Fredriksson       | Suède                      | 69.70  | 78.33  | 64.29  | 72.53  | 78.01  | 68.51  | 78.33  |
| 7                  | Zbigniew Radziwonowicz | Pologne                    | 73.58  | 77.31  | 74.47  |        |        |        | 77.31  |
| 8                  | Janusz Sidło           | Pologne                    | 76.46  | 76.43  | 71.93  |        |        |        | 76.46  |
| 9                  | Carlo Lievore          | Italie                     | 64.43  | 72.47  | 75.21  |        |        |        | 75.21  |
| 10                 | Al Cantello            | États-Unis                 | 74.70  | 71.00  | 71.10  |        |        |        | 74.70  |
| 11                 | Mart Paama             | Union soviétique           | 74.56  | 72.59  | 70.43  |        |        |        | 74.56  |
| 12                 | Hermann Salomon        | Équipe unifiée d’Allemagne | 74.11  | x      | 72.95  |        |        |        | 74.11  |
| 13                 | Terje Pedersen         | Norvège                    | x      | x      | x      |        |        |        | NM     |